# Litteraturåret 1960

## Händelser
- 2 november – Penguin Books förklaras oskyldiga för obscenitet i fallet Lady Chatterley's Lover i Storbritannien.[1]
- 10 november – Lady Chatterley's Lover säljer 200 000 exemplar på en dag, då den publiceras efter att ha varit förbjuden sedan 1928.[2]
- okänt datum – Histoire de ma vie. Den första fullständiga och ocensurerade utgåvan av Giacomo Casanovas memoarer börjar utges.

## Priser och utmärkelser
- Nobelpriset: Saint-John Perse, Frankrike[3]
- ABF:s litteratur- & konststipendium – Carin Beckius och Gunnar Ericsson
- Aftonbladets litteraturpris – Elsa Grave
- Bellmanpriset – Karl Vennberg
- BMF-plaketten – Bengt Söderbergh för Vid flodens strand
- De Nios Stora Pris – Lars Ahlin
- Doblougska priset – Eyvind Johnson, Sverige och Halldis Moren Vesaas, Norge
- Eckersteinska litteraturpriset – Arne Lundgren
- Elsa Thulins översättarpris – Elsa Thulin
- Landsbygdens författarstipendium – Edvard Robert Gummerus och Willy Walfridsson
- Litteraturfrämjandets stora pris – Hjalmar Gullberg
- Letterstedtska priset för översättningar – Karin Alin för översättningen av Danilo Dolcis Röster från Palermo
- Schückska priset – Agne Beijer och J. Viktor Johansson
- Stig Carlson-priset – Olle Svensson
- Svenska Akademiens översättarpris – Erik Blomberg
- Svenska Dagbladets litteraturpris – Lars Gustafsson för Bröderna
- Sveriges Radios Lyrikpris – Folke Dahlberg
- Tidningen Vi:s litteraturpris – Annalisa Forssberger, Aksel Lindström och Birger Norman
- Östersunds-Postens litteraturpris – Eyvind Johnson
- Övralidspriset – Folke Dahlberg

## Nya böcker

### A – G
- Ahasverus död av Pär Lagerkvist
- Bröderna av Lars Gustafsson
- Bära mistel av Sara Lidman[4]
- Det talande trädet av Artur Lundkvist
- En Mölna-elegi, diktsamling av Gunnar Ekelöf[4]
- Ett rumsrent sällskap av Sigrid Combüchen
- Flera hundra knutar av Janne Bergquist
- Färg för alla av Sandro Key-Åberg
- Färger i cirkel av Sandro Key-Åberg
- Gudaträtan och proletärdiktaren av Gustav Hedenvind-Eriksson

### H – N
- Han rör på sig, detektivroman av Kerstin Ekman
- Hans nådes tid av Eyvind Johnson[4]
- Helgon & Hetsporrar, en antologi amerikansk poesi redigerad och i översättning av Reidar Ekner.
- Isdityramb av Elsa Grave
- Jordrök av Emil Hagström
- Järnbrödet av Martin Perne
- Kalla famnen, detektivroman av Kerstin Ekman
- Kasta Sten av Bosse Gustafson
- Komposition 1 av Sandro Key-Åberg
- Kulturers korsväg av Jan Myrdal
- Kyrie av Anna Greta Wide
- Lilibet Cirkusbarn av Astrid Lindgren[5]
- Livets glädje av Sandro Key-Åberg
- Madicken av Astrid Lindgren[6]
- Mina drömmars stad av Per Anders Fogelström[4]

### O – U
- Orians upplevelser av Artur Lundkvist
- Paradisets portar av Jerzy Andrzejewski
- Plupp och lämlarna av Inga Borg[4]
- Proletärförfattaren av Ivar Lo-Johansson
- Pärlemor av Gösta Gustaf-Janson
- Resenär av Björn Lundegård (debutroman)
- Räknelära av P.C. Jersild (debutroman)
- Slott i Sverige av Françoise Sagan
- Slottet i dalen av Åke Wassing
- Sokrates död av Lars Gyllensten
- Soldathustrun av Jan Fridegård
- Sommargästerna av Pär Rådström[4]
- Två vindar av Göran Tunström
- Ur dödlig synvinkel av Ian Fleming

### V – Ö
- Vagnen av Harry Martinson
- Vem ska trösta knyttet? av Tove Jansson
- Vägen till Flandern av Claude Simon

## Födda
- 3 februari – Maja Hagerman, svensk journalist, författare och TV-producent.
- 6 februari – Aris Fioretos, svensk författare, översättare och litteraturvetare.
- 25 februari – John Swedenmark, svensk översättare.
- 28 februari – Åsa Ottosson, svensk författare och journalist.
- 13 mars – Jurij Andruchovytj, ukrainsk författare, poet och översättare.
- 16 maj – Lars Hagström, översättare, kritiker, författare.
- 16 juli – Cilla Naumann, svensk författare och journalist.
- 17 augusti – Ulf Lindström, svensk författare.
- 15 september – Gunilla Grahn-Hinnfors, svensk författare.
- 22 oktober – Carina Burman, svensk författare och litteraturvetare.
- 6 november – Magnus William-Olsson, svensk poet, essäist och översättare.
- okänt datum – Juan Miguel Aguilera, spansk science fiction-författare.

## Avlidna
- 4 januari – Albert Camus, 46, fransk författare, nobelpristagare 1957.
- 12 januari – Nevil Shute, 60, brittisk författare.
- 18 februari – Per Hallström, 93, svensk författare, översättare och ledamot av Svenska Akademien.
- 30 maj – Boris Pasternak, 70, rysk författare, nobelpristagare 1958.
- 17 juni – Pierre Reverdy, 70, fransk poet, essäist, romanförfattare och novellist.
- 8 september – Harald Victorin, 70, svensk författare, översättare och filmregissör.
- 12 september – Curt Goetz, 71, tysk-schweizisk dramatiker.
- 28 november – Richard Wright, 52, amerikansk författare, mest känd för Black Boy och Son av sitt land (Native Son).
- 9 december – John Karlzén, 57, svensk författare och översättare.

### Fotnoter
1. ↑   Penguin Pocket On This Day. Penguin Reference Library. 2006. ISBN 0-14-102715-0
2. ↑  ”Lady Chatterley's Lover sold out”. On This Day. BBC. 10 november 1960. Arkiverad från originalet den 7 mars 2008. https://web.archive.org/web/20080307131830/http://news.bbc.co.uk/onthisday/hi/dates/stories/november/10/newsid_2965000/2965194.stm. Läst 11 februari 2008.
3. ↑  ”Nobelpriset i litteratur”. https://www.nobelprize.org/prizes/lists/all-nobel-prizes-in-literature/. Läst 20 mars 2011.
4. 1 2 3 4 5 6  Gradvall, Nordström, Nordström, Rabe, Jan, Björn, Ulf, Anina. Tusen svenska klassiker. Norstedts Förlagsgrup. Läst 12
5. ↑  ”Astrid Lindgren”. http://www.astridlindgren.se/verken/bocker/bilderbocker. Läst 21 mars 2011.
6. ↑  ”Astrid Lindgren”. http://www.astridlindgren.se/verken/bocker/textbocker?page=1. Läst 21 mars 2011.